# Fediverse

Voorstel Fediverse logo

Het fediversum (Engels: fediverse, een mengwoord van "federatie" en "universum") is een verzameling van onderling verbonden (oftewel gefedereerde) servers voor bestandshosting en websites zoals sociale netwerken, blogs, of microblogs. De servers, ook wel instanties genoemd, worden onafhankelijk van elkaar gehost en kunnen met elkaar communiceren via open netwerkprotocollen. Gebruikers kunnen op verschillende servers identiteiten aanmaken. Communicatie via deze identiteiten kan verder reiken dan alleen binnen de instantie omdat de software die op de servers draait één of meer communicatieprotocollen ondersteunt die een open standaard volgen. Gebruikers kunnen als een identiteit op het fediversum tekst en andere media plaatsen of berichten van andere identiteiten volgen. In sommige gevallen kunnen gebruikers zelfs data weergeven of delen (zoals video, audio, text en andere bestanden) in het openbaar of voor een geselecteerde groep identiteiten. Andere identiteiten kunnen soms ook met toestemming de gegevens van andere gebruikers bewerken (zoals een agenda of een adresboek) .

## Protocollen

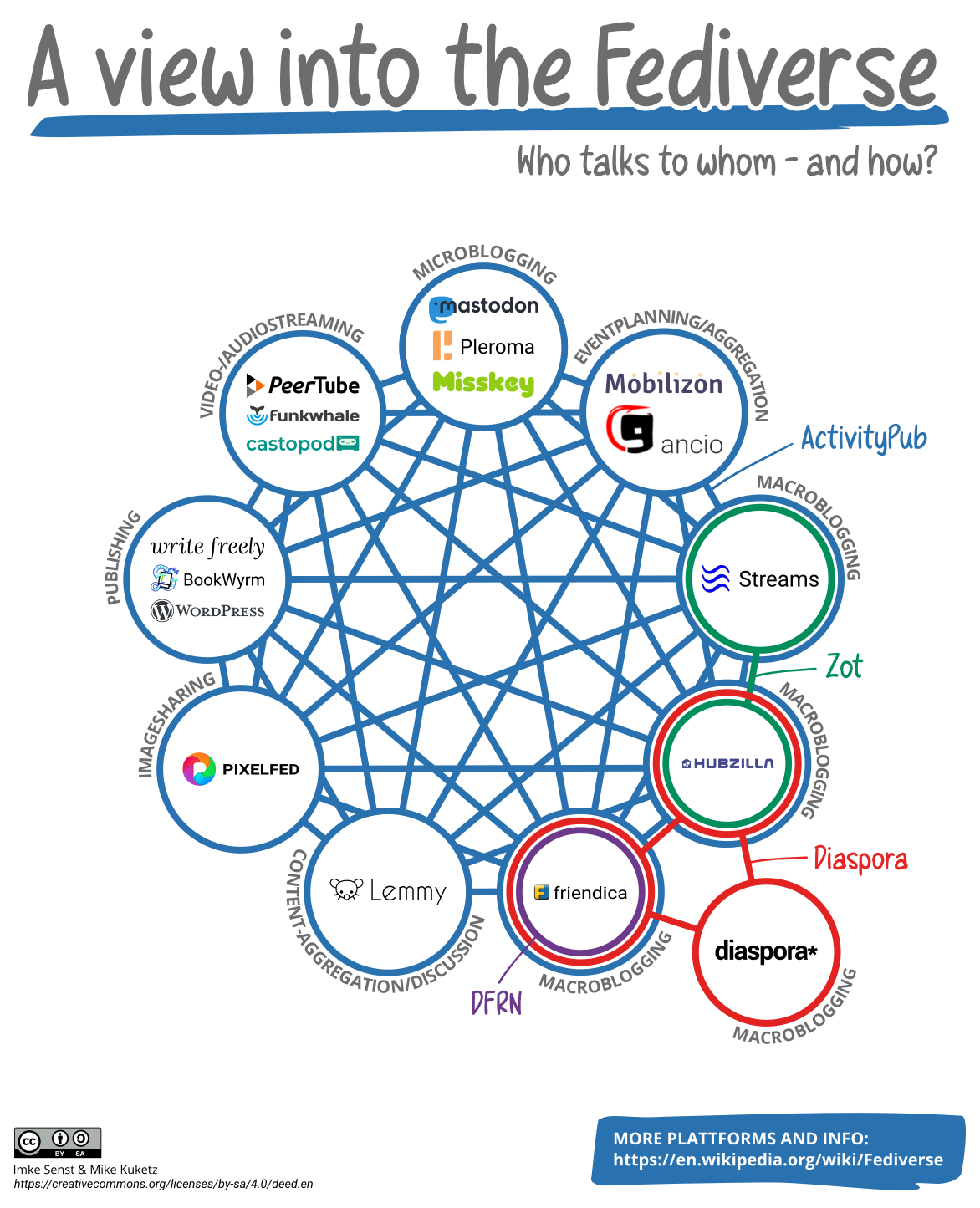
Veelgebruikte fediverseplatformen met de onderling gebruikte communicatieprotocollen.

De in het fediverse gebruikte communicatieprotocollen verbinden meerdere platformen met elkaar. Sommige platformen ondersteunen ook meerdere protocollen. De communicatieprotocollen die in het fediverse gebruikt worden, zijn:
ActivityPub
Dit wordt onder andere gebruikt door Mastodon, Pixelfed, Friendica, PeerTube, Lemmy en Nextcloud Social.
Diaspora
Dit wordt onder andere gebruikt door Diaspora, Friendica en Hubzilla.
OStatus
Dit wordt onder andere gebruikt door GNU social, Friendica en Hubzilla.
ZOT
Dit wordt onder andere gebruikt door Hubzilla, Zap, Misty, Osada, Redmatrix en Roadhouse.